# بقرآباد (ترکمانچای)
بقرآباد، روستایی در دهستان بروانان غربی بخش مرکزی شهرستان ترکمانچای در استان آذربایجان شرقی ایران است.

## پیشینه نام
دکتر فیروز سیمین فر در کتاب خود «نگاهی نوین به اسامی کهن در شهرستان میانه» در مورد وجه تسمیه اسم روستا می‌نویسد:بوغور آوا (Buğurava)
بوغور آوا اسم روستایی در بخش ترکمن چای، دهستان بروانان غربی شهرستان میانه می‌باشد که به صورت بقرآباد به فارسی نوشته شده است. در گویش محاوره‌ای بومی به صورت بورغ آوا و بولغ آوا (با جابجایی حرف سوم و دوم و تبدیل حروف «ر» و «ب» بهمدیگر) تلفظ می‌گردد.
بوغور در زبان ترکی آذربایجانی به معنی «تنومند، لندهور (خیلی بزرگ) و شتر نر جوان» می‌باشد.
«آوا» و «اوا» در زبان ترکی آذربایجانی به معنای آبادی و ده می‌باشد.
بنابراین بوغور آوا به معنی آبادی خیلی بزرگ یا آبادی منسوب به شتر می‌باشد.
در میان ایلات عشایر آذربایجان، شتر به عنوان کاری‌ترین حیوان اهلی در امر جابجایی ایل در حین مهاجرت به ییلاق و قشلاق محسوب شده و برای آن اهمیت خاصی قائل می‌شده‌اند و به این خاطر تعدادی از اسامی روستاهای قدیم را به حیوانات مورد علاقه منسوب نموده‌اند.
در صورتیکه شکل اولیهٔ اسم آبادی را، شکل تلفظی بومی آن یعنی بولغ آوا در نظر بگیریم، احتمال آنکه با اسم شخص بولغار (بلغار) مربوط باشد وجود دارد. از اسم بلغار در لغت نامهٔ سنگلاخ به عنوان، بلغاربن کماری بن یافث بن نوح (ع) یاد شده است.

## جمعیت
بر پایه سرشماری عمومی نفوس و مسکن در سال ۱۳۹۵، جمعیت این روستا برابر با ۱۰۲ نفر (۳۲ خانوار) بوده است.

## آثار تاریخی
پل بقرآباد (Buğurava körpüsü)
این پل متعلق به دوره پهلوی دارای نمای زیبای تمام سنگی است و قوسهای نیم دایره دهانه‌ها، با سنگهایی در دور قوسها اجرا شده است.
این پل دارای کنوبندی‌های زیبای دایره شکل است. این پل سالانه گردشگران زیادی را به خود جذب می‌کند.
این پل در سال جاری به عنوان یک اثر ارزشمند تاریخی به شماره ۳۲۵۹۳ به تاریخ ۹۸/۵/۷ در فهرست آثار ملی ایران به ثبت رسیده است.
پل بقرآبادمیانه (آذربایجان شرقی) در سال ۱۳۱۴ هجری شمسی در دوران رضاشاه ساخته شده است.

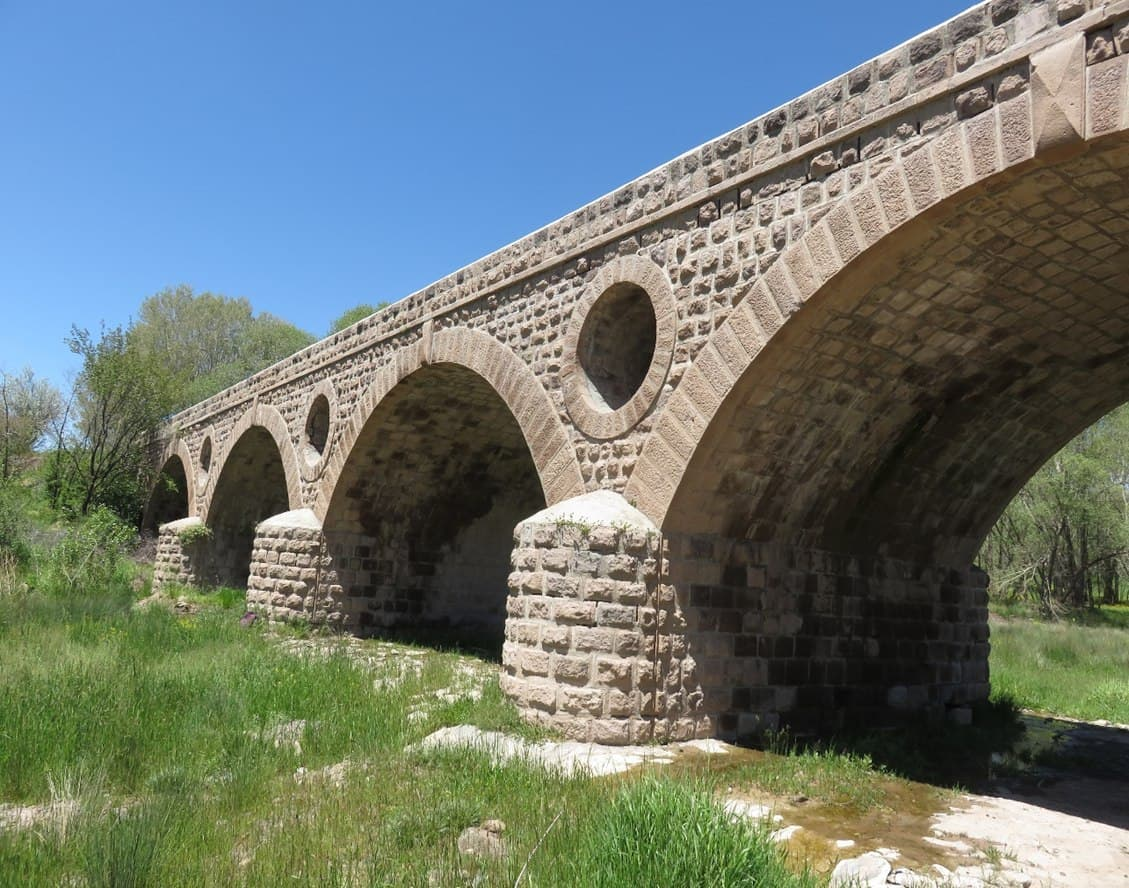

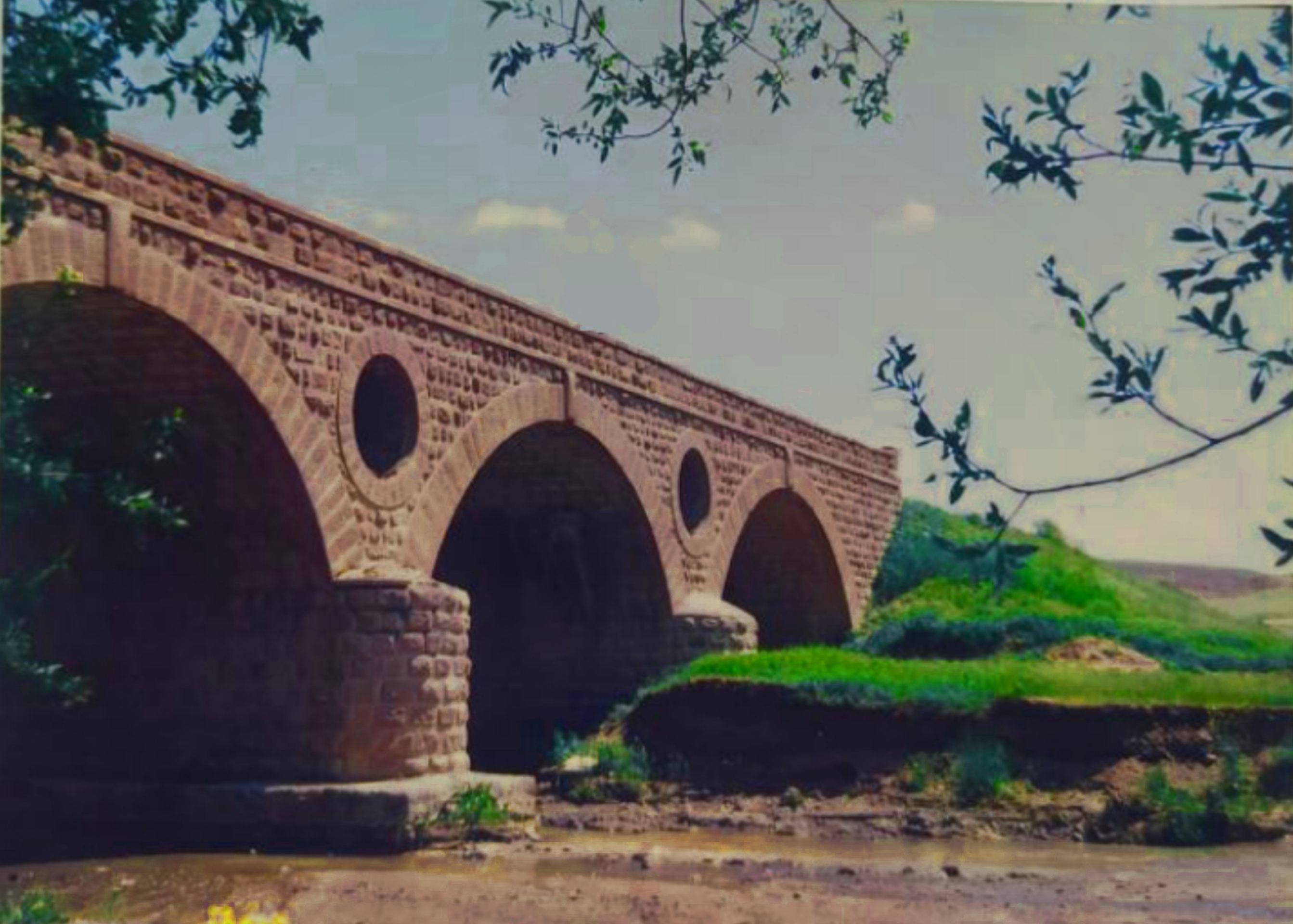
پل روستای بقرآباد در سال ۱۳۶۷

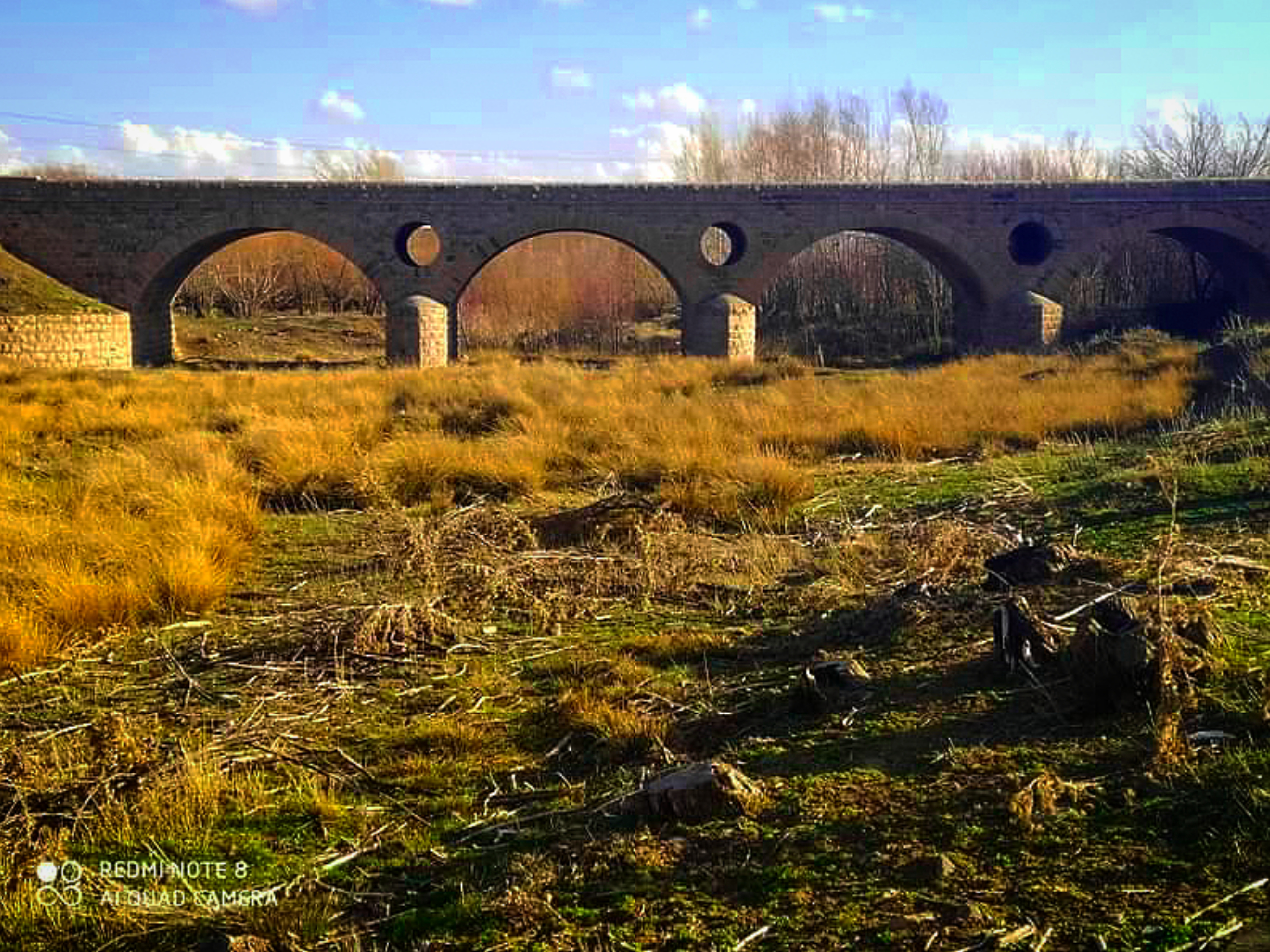
پل بقرآباد

خوُراسان داشی یا مشهد داشی (Xurasan daşı):
این سنگ را به گفته قدیمیان روستا از مشهد آورده‌اند. این سنگ در (دَرَه مَحلَه‌سی) روستای بقرآباد وجود دارد.
مردم در زمان‌های قدیم به قصد برآورده شدن نذرهایشان برای این سنگ نذری می‌بردند. 

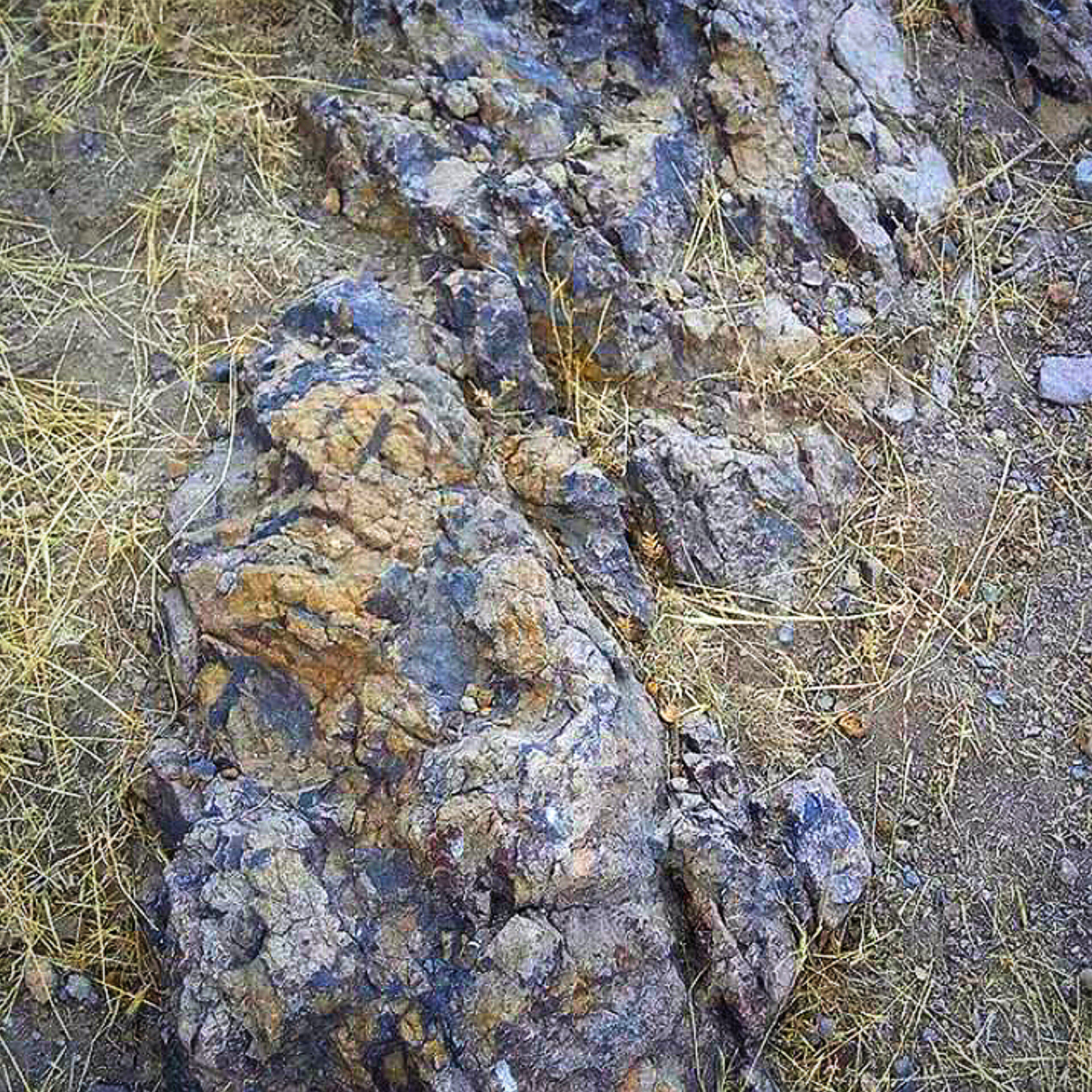
خوُراسان داشی

مسجد تاریخی روستای بقرآباد مسجد حضرت ابوالفضل (ع)):
تاریخ ساخت این مسجد به ۲۰۰ سال قبل برمی‌گردد. جنس ستون‌های این مسجد از جنس چوب است.

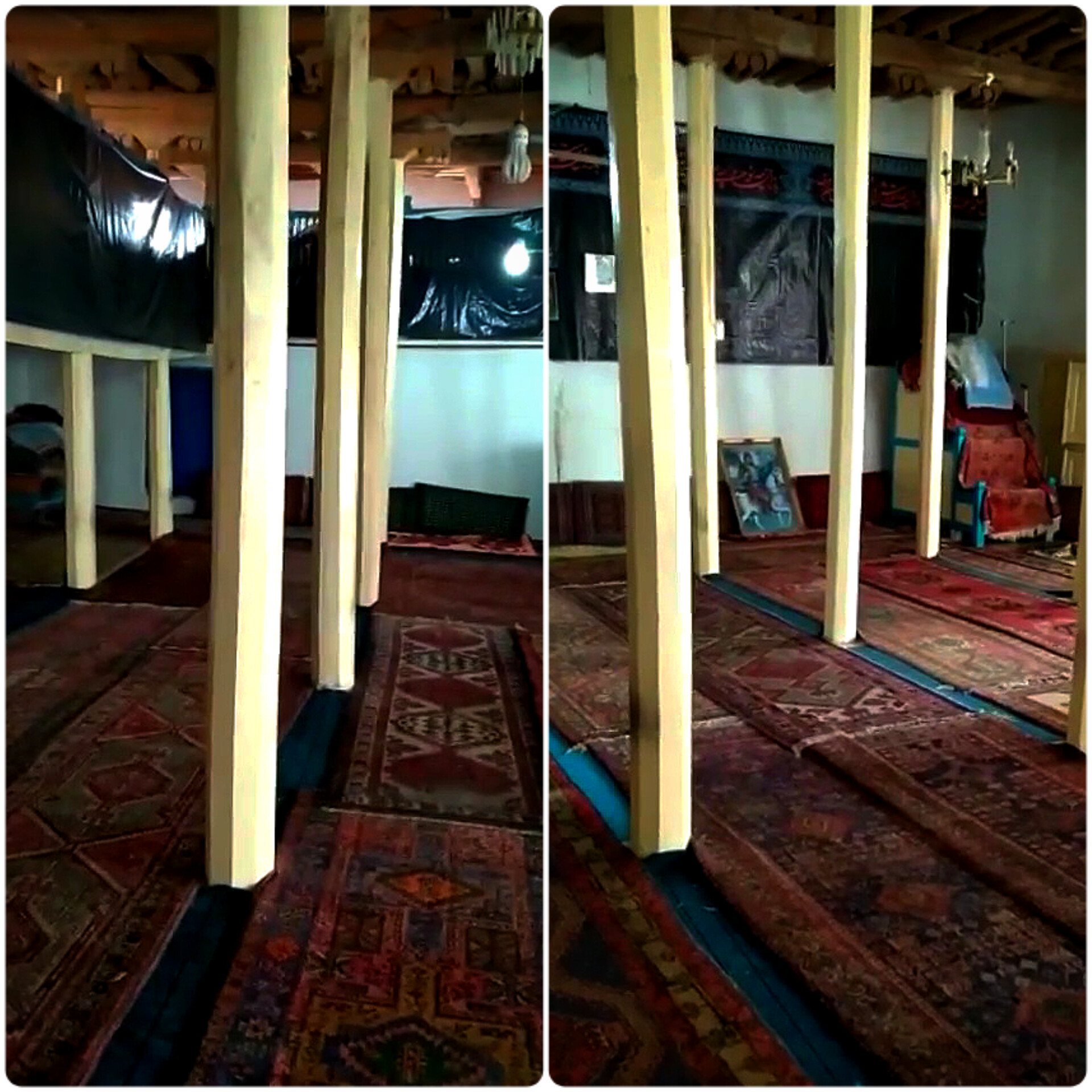
مسجد تاریخی بقرآباد

## نگارخانه

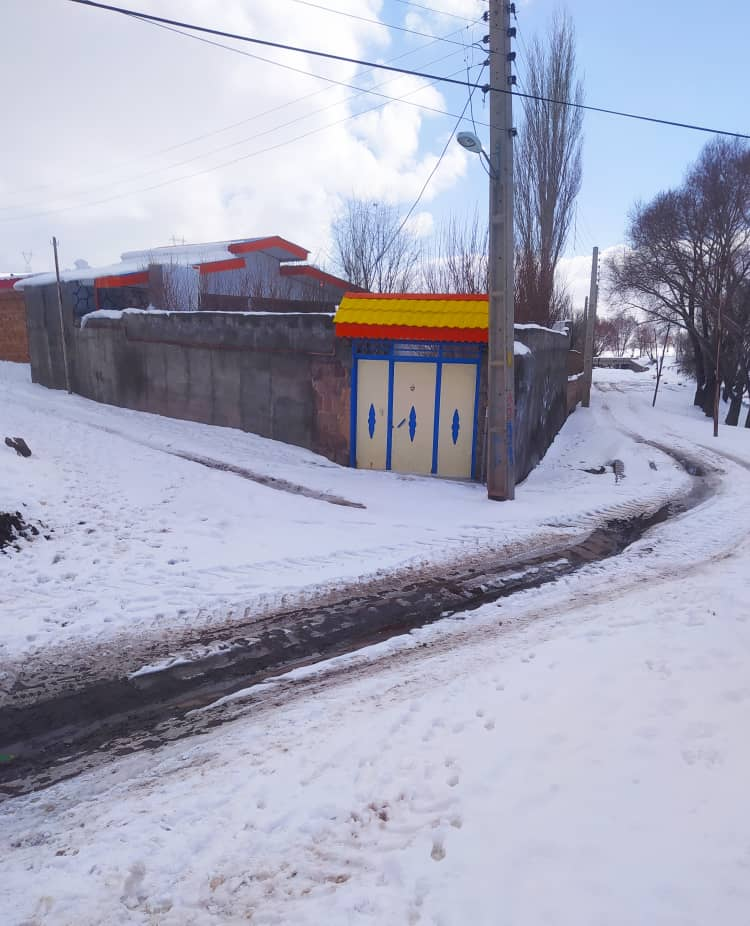

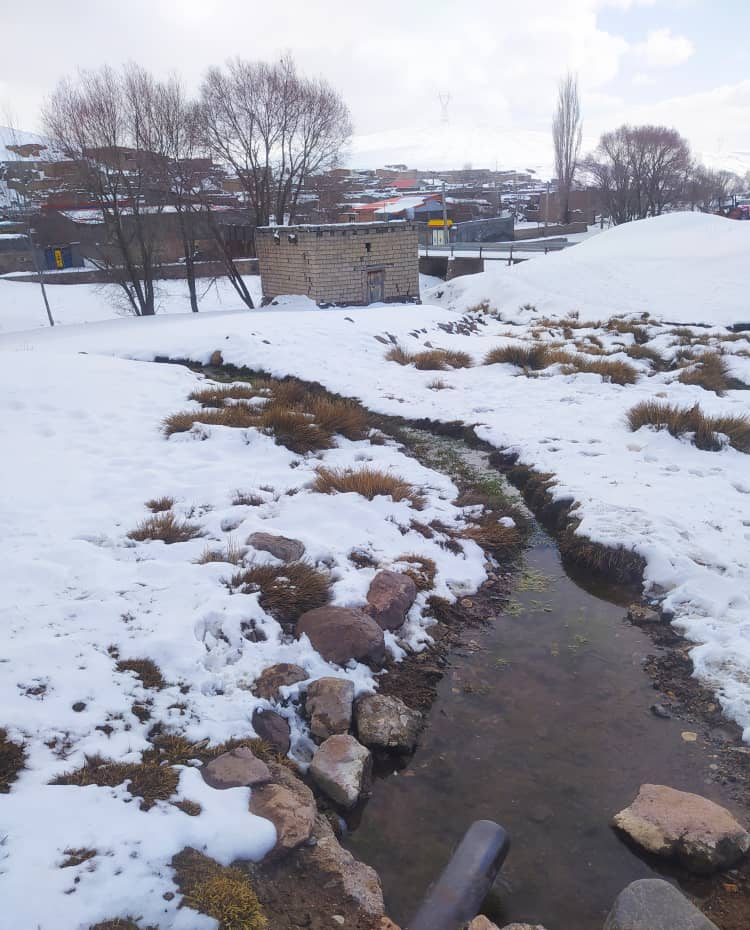

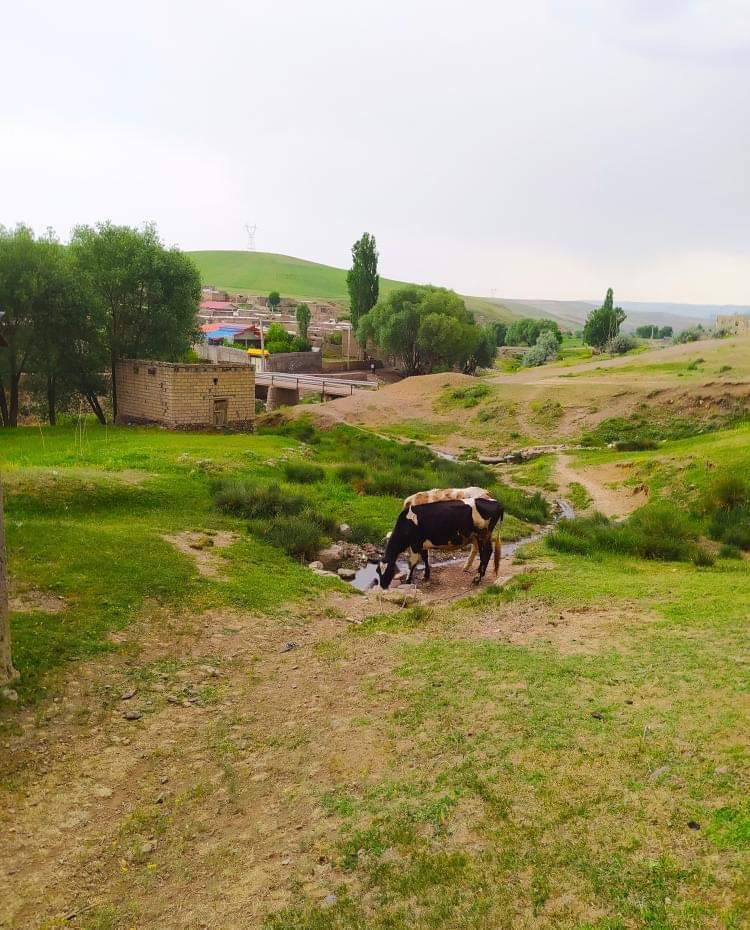

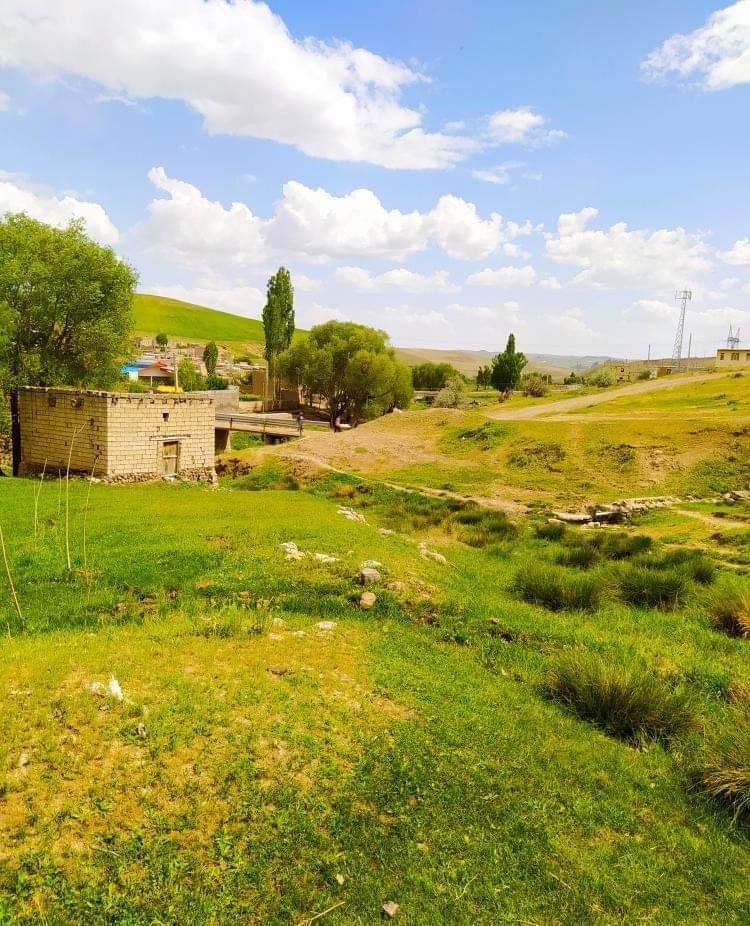

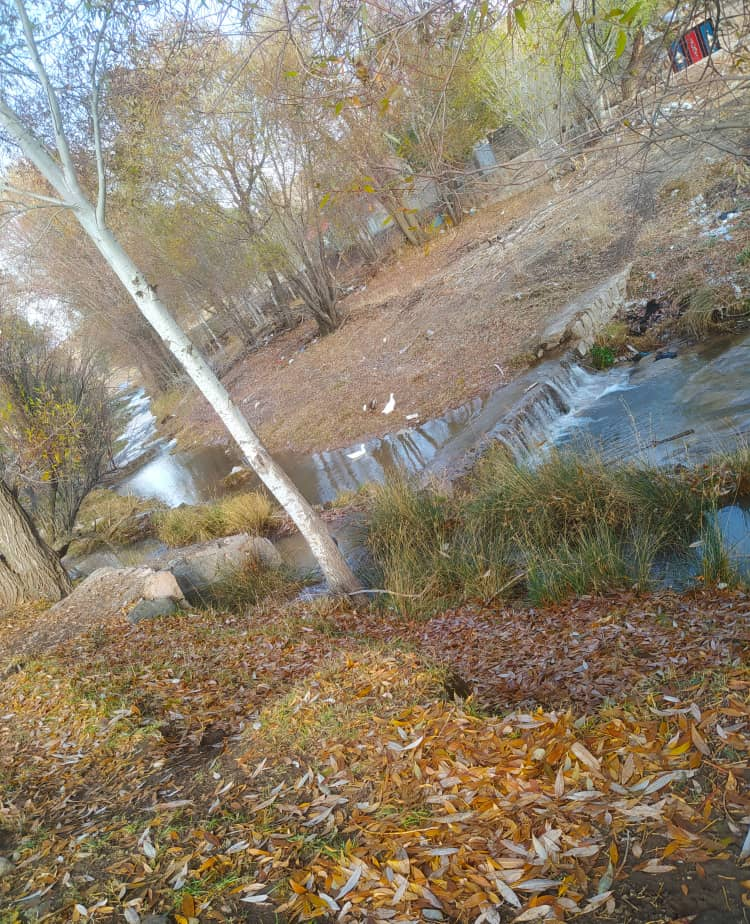

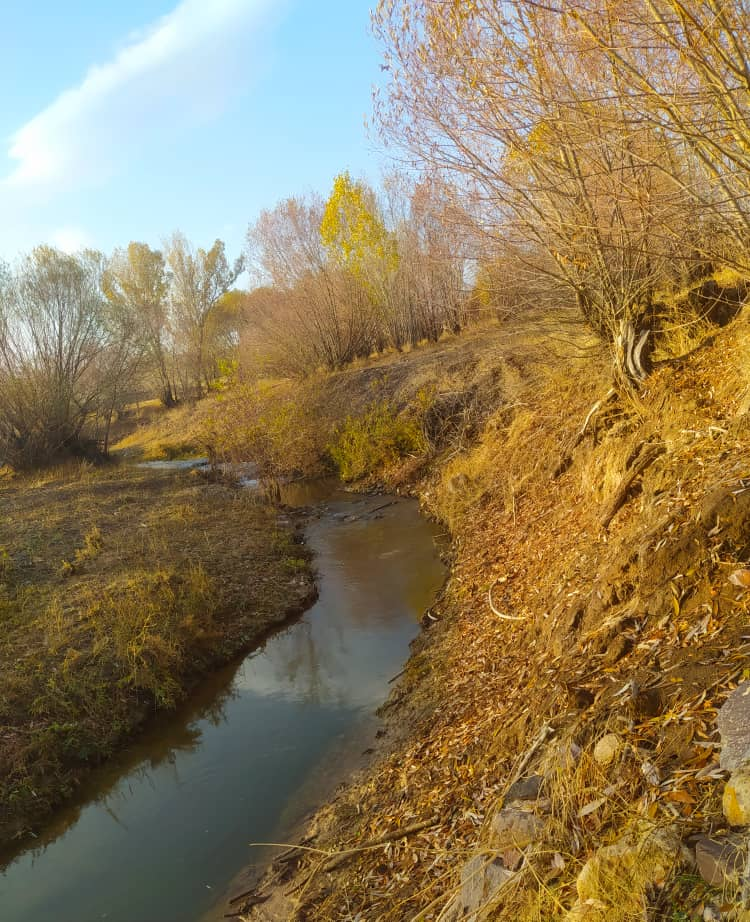

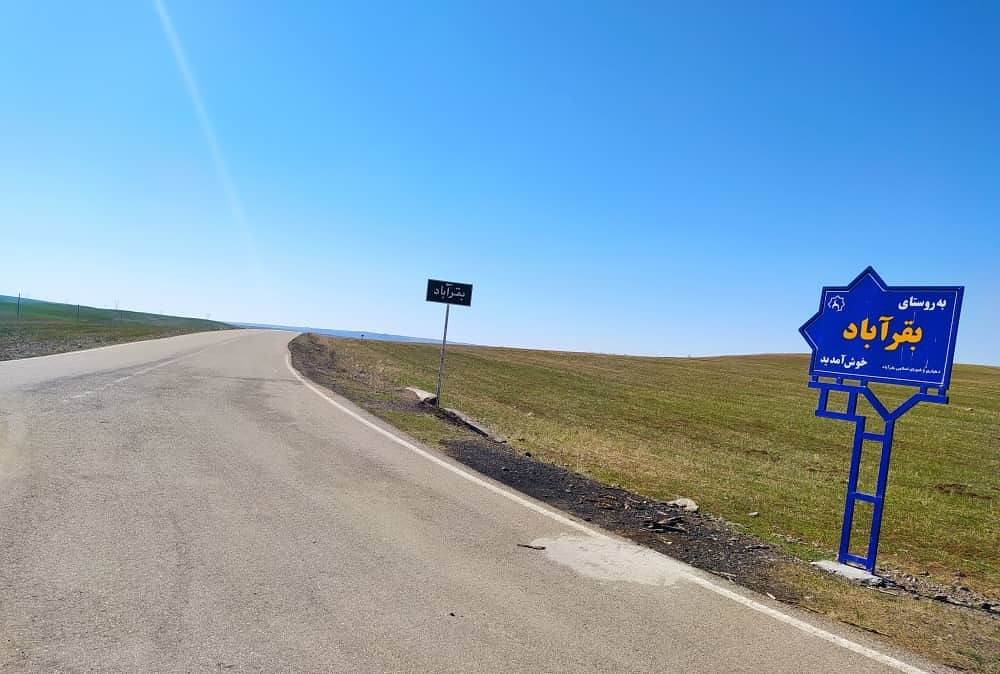
ورودی روستای بقرآباد

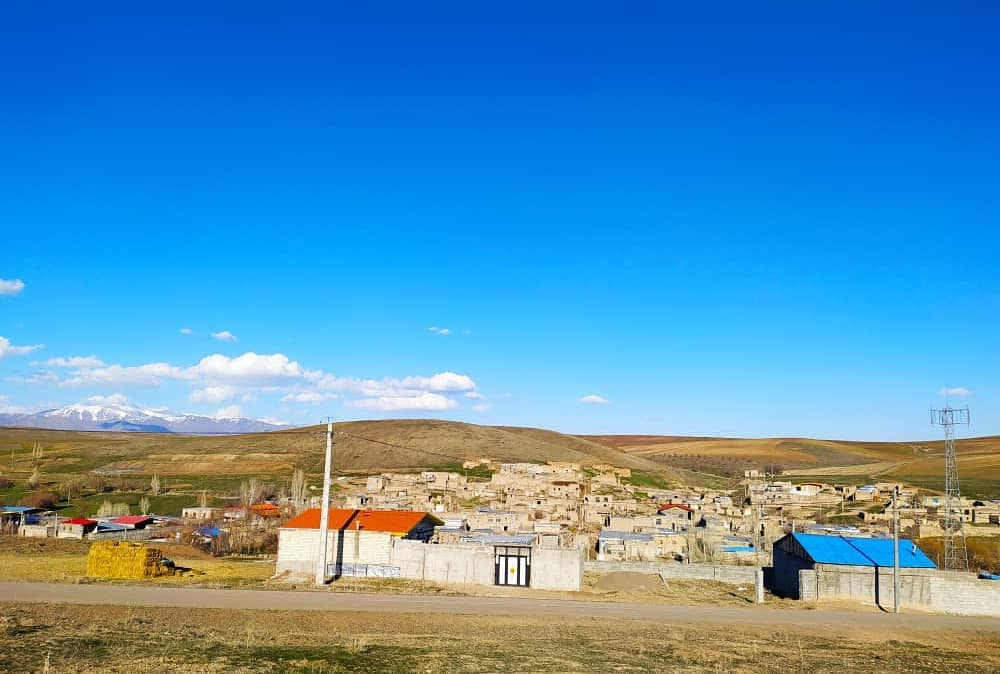
نمایی از بقرآباد از بالای تپه

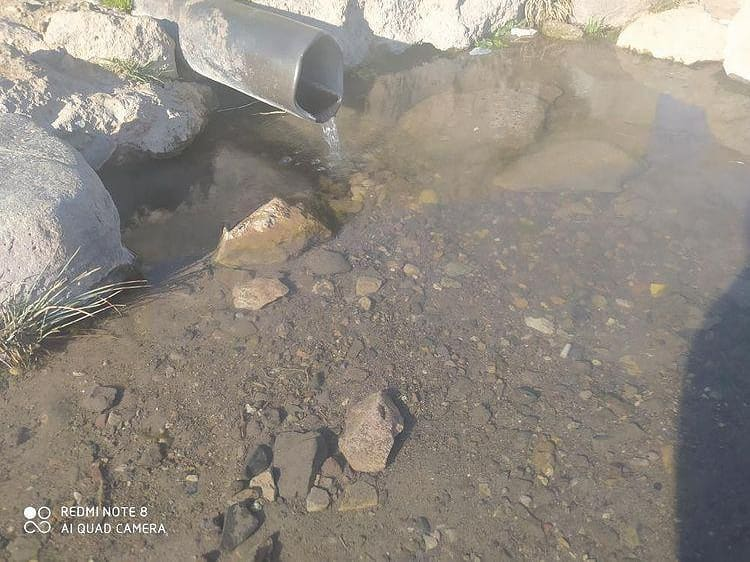
چشمهٔ بقرآباد